# Borgward RS
Der Borgward RS war ein Rennsportwagen der Klasse bis 1,5 Liter Hubraum, den die Carl F. W. Borgward G. m. b. H. Automobil- und Motoren-Werke auf der Internationalen Automobil-Ausstellung in Frankfurt am Main 1951 vorstellten. Bis 1958 wurden neun Wagen dieses Modells gebaut und stetig weiterentwickelt. Der Borgward RS war ein erfolgreiches Auto, oft jedoch trotz guter Motorleistung dem in den Fahreigenschaften besseren Porsche 550 unterlegen.

## Geschichte

### Rekorde in Montlhéry
Zwölf internationale Rekorde in der Klasse F bis 1,5 Liter mit einem Wagen auf der Basis des Hansa 1500 auf der Strecke von Linas-Montlhéry ermutigten Borgward, gegebenenfalls an den Rennen der Formel 2 teilzunehmen. Die höchste Durchschnittsgeschwindigkeit des Rekordwagens mit stromlinienförmiger Aluminiumkarosserie und 66-PS-Motor betrug 172 km/h über 1000 Meilen. Initiatoren waren der frühere Rennfahrer und Werkssportleiter der Auto Union AG, Ingenieur August Momberger, und der Ingenieur Martin Fleischer.

### Siege auf dem Grenzlandring und auf der AVUS
Borgward startete jedoch nicht in der Formel 2, sondern mit einem zweisitzigen Rennsportwagen. Karl Ludwig Brandt hatte die Leistung des 1,5-Liter-Motors auf 80 PS gesteigert. Beim ersten Einsatz im ADAC-Eifelrennen am 25. Mai 1952 auf dem Nürburgring beschädigte Hans Hugo Hartmann allerdings den Wagen am Heck und schied aus. Im Laufe des Jahres stieg die Motorleistung auf 90 PS und erste Erfolge stellten sich ein, unter anderem mit Siegen von Hartmann beim Grenzlandringrennen und auf der AVUS. Einen zweiten Wagen fuhr der bereits 53-jährige Adolf Brudes, der auf dem Grenzlandring mit 208,3 km/h einen Streckenrekord der Klasse bis 1500 cm³ aufstellte, bevor er mit Motorschaden ausfiel.

### Erfolge auf dem Nürburgring, Pech bei der Carrera Panamericana
Beim Eifelrennen im Mai 1953 belegten Brudes und Hartmann mit dem Vorjahreswagen die Plätze zwei und drei im Lauf der Sportwagen bis 1500 cm³. Nach sechs Runden beziehungsweise 136,86 Kilometern auf der Nordschleife des Nürburgrings fehlten Brudes 3,6 Sekunden zum Sieg. Ein überarbeitetes Modell mit 102-PS-Motor und verkürztem Radstand war im Juli fertig. Hans Klenk gewann damit das AVUS-Rennen am 12. Juli vor Hans Herrmann auf Porsche. Eins der besten Ergebnisse eines Borgward RS war 1953 der dritte Platz im Gesamtklassement des ersten 1000-km-Rennens auf dem Nürburgring, gefahren von Karl-Günther Bechem und Theo Helfrich, hinter Alberto Ascari/Giuseppe Farina auf Ferrari 375 MM Vigniale und Ian Stewart/Roy Salvadori auf Jaguar C-Type. 51 Fahrzeuge starteten zu diesem Rennen, 28 erreichten das Ziel. Zu der 3000 km langen Rallye Carrera Panamericana 1953 in Mexiko schickte Borgward zwei Wagen. Brudes verunglückte zu Beginn der Veranstaltung schwer und Hartmann wurde kurz vor Schluss disqualifiziert, weil er die für die letzte Etappe vorgegebene Zeit von drei Stunden nach einem Defekt um 7 Sekunden überschritten hatte. Bis dahin hatte Hartmann seine Klasse mit einem Vorsprung von eineinhalb Stunden vor dem Zweiten angeführt.

### Neuer Motor, aber Kritik am Fahrwerk

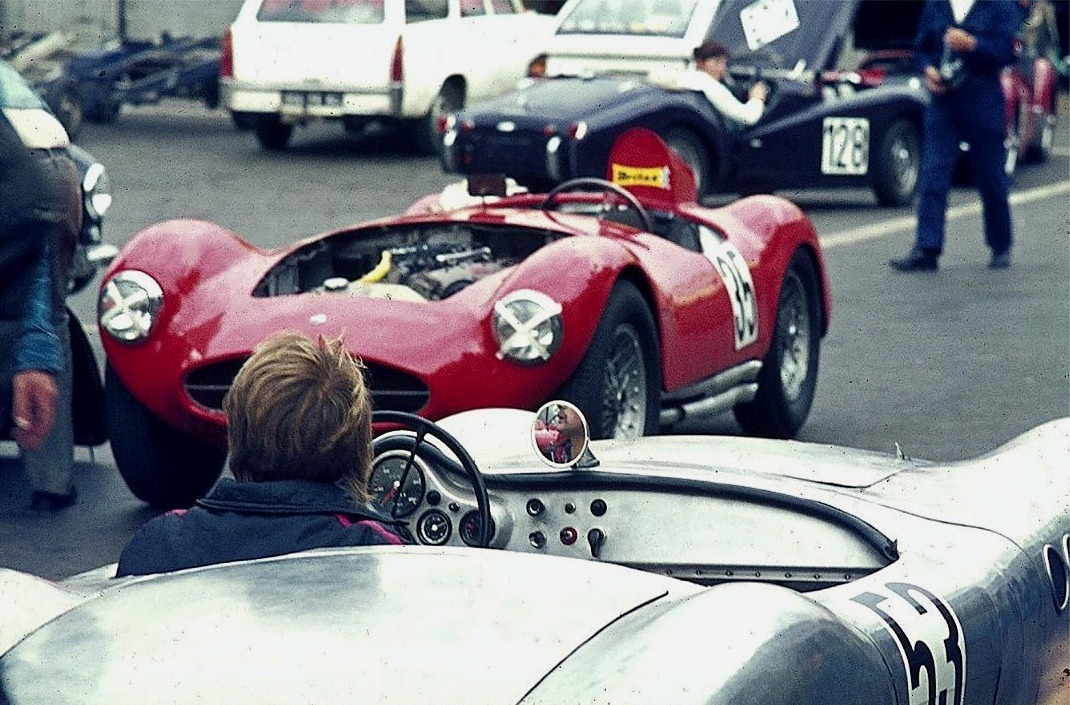
Borgward RS, Baujahr 1956, Cockpit

1954 trat Borgward mit drei Wagen an, zwei Neubauten und einem Umbau aus dem Vorjahr. Die Wagen waren leichter als die Vorgänger, hatten anfangs aber noch deren Zweivergasermotor. Beim Eifelrennen am 23. Mai beendeten Bechem und Hartmann den Lauf der Sportwagen bis 1500 cm³ mit einem Doppelsieg; Brudes wurde Achter. Im Rahmenprogramm des Großen Preises von Deutschland fuhren die Borgward RS erstmals mit Einspritzmotor. Bechem wurde hinter vier Porsche 550 Spyder Fünfter; Hartmann verunglückte schwer und gab danach den Beruf als Rennfahrer auf. Trotz sich häufender Kritik der Fahrer am Fahrverhalten der Borgward-Sportwagen starteten zwei zur Carrera Panamericana 1954; beide schieden durch Unfall aus.
Nachdem sich der Porsche 550 als überlegen erwiesen hatte, konstruierte Karl Ludwig Brandt einen Rennmotor ohne Verwendung modifizierter Serienteile. Der Motor hatte zwei obenliegende Nockenwellen, vier Ventile pro Zylinder und Benzindirekteinspritzung. Beim ersten Lauf auf dem Prüfstand Anfang Mai 1956 leistete er 134 PS bei 7000/min. Am 22. Juli 1956 starteten Helmut Schulze und Erwin Bauer mit dem neuen Motor und überarbeitetem Fahrwerk zum Solitude-Rennen. Schulze wurde trotz nachlassender Motorleistung Sechster und Bauer fiel aus, nachdem er von der Strecke abgekommen war. Ursache für den Unfall war möglicherweise das vorher bei Testfahrten bereits bemängelte Fahrverhalten des Borgward RS. Helmut Schulze sagte später unter anderem: „Der Borgward reagierte im Grenzbereich bedeutend sensibler als mir bekannte Konkurrenzfahrzeuge, die ich auch im Rennen gefahren habe. Der Übergang von ‚noch ausreichender Haftung‘ bis in die Instabilität der Reifen war ausgesprochen kurz, für die Fahrer gefühlsmäßig unangenehm und schwer korrigierbar.“

### Rennpause im Jahr 1956
Nach dem nicht befriedigenden Ergebnis auf der Solitude zog Wilhelm Büchner, der Leiter der Versuchsabteilung, die Meldung zum Sportwagenrennen im Rahmenprogramm des Großen Preises von Deutschland am 5. August 1956 auf dem Nürburgring zurück. Zur Verbesserung der Fahreigenschaften erhielt der Wagen für die Saison 1957 einen verwindungssteifen Gitterrohrrahmen. Außerdem sollte ein Sperrdifferential ein Durchdrehen des kurveninneren Hinterrades vermeiden.

### Bergmeisterschaft mit namhaften Fahrern

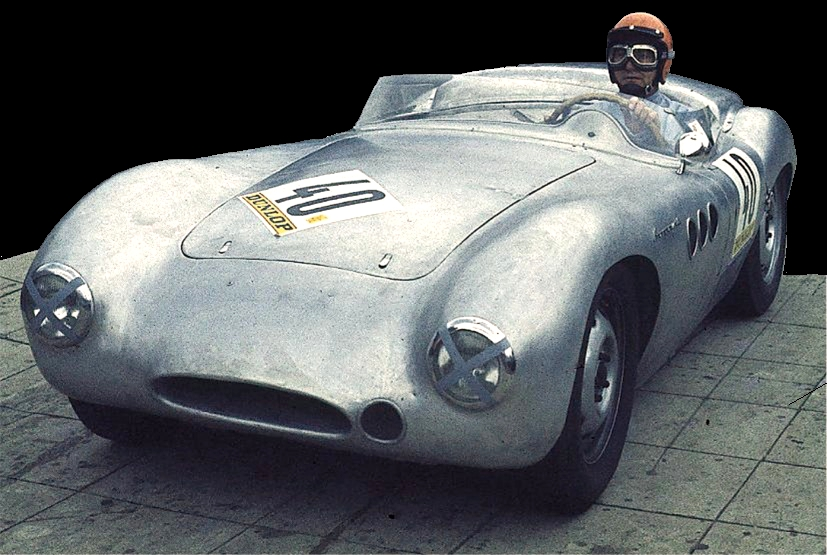
Borgward RS mit Heckaufsatz; Fahrer: Fritz Jüttner

Mit den neuen Fahrzeugen nahm Borgward insbesondere an der ab 1957 wieder ausgetragenen Europa-Bergmeisterschaft teil. Fahrer waren Hans Herrmann, Giulio Cabianca, Joakim Bonnier, Eberhard Mahle und Maurice Trintignant. Herrmann wurde Vize-Bergmeister.
Ein Nachteil der Borgward RS war von Anfang an das höhere Gewicht gegenüber den Wagen der Konkurrenz. Einer erhielt deshalb 1958 eine Karosserie aus Elektron, einer Legierung von Magnesium und Aluminium, statt Aluminium. Dadurch wurden 25 kg eingespart. Zur Verbesserung der Aerodynamik gab es einen von dem Flugzeugkonstrukteur Henrich Focke entwickelten Heckaufsatz („Rucksack“), der je nach Bedarf aufgesetzt oder abgenommen werden konnte, bei dem Elektron-Wagen aber in die Karosserie fest integriert war.
Die Saison 1958 verlief mit zwei Siegen und dem zweiten Platz von Joakim Bonnier sowie dem dritten Platz von Hans Herrmann in der Euro-Bergmeisterschaft verhältnismäßig erfolgreich, aber in sechs Bergrennen war Borgward Porsche unterlegen. Nach wie vor bemängelten die Fahrer die Fahreigenschaften des Borgward RS.

### Borgward-Motor in der Formel 2
Ende 1958 zog sich Borgward angesichts der nur mäßigen Erfolge und wegen zu hoher Kosten aus dem Rennsport zurück. Der inzwischen leistungsfähige und standfeste Motor sollte aber im Hinblick auf künftige Serienmotoren weiterentwickelt und in fremden Formel-2-Wagen eingesetzt werden. Bereits im Oktober 1958 testete Stirling Moss den Borgward RS und war begeistert. Daraufhin kam es Anfang 1959 zu einem Liefervertrag zwischen Borgward und British Racing Partnership, das seine Cooper-T51-Rennwagen mit Borgward-Motoren bestückte. Der Leitende Rennmonteur und Borgward-Versuchsfahrer Fritz Jüttner übernahm die Wartung der Aggregate. Das Engagement endete jedoch bereits Ende desselben Jahres. Der Motor leistete inzwischen 153–155 PS bei 7300/min. Moss hatte vier Formel-2-Rennen mit dem Borgward-Motor gewonnen, Chris Bristow zwei.

## Technik
Der Borgward RS war die Weiterentwicklung des INKA-Wagens, eines zum Rekordfahrzeug modifizierten Borgward Hansa 1500. So war der Motor anfänglich eine Variante des Reihenvierzylinder-Pkw-Motors mit untenliegender bzw. seitlicher Nockenwelle, einem Hub von 92 mm und einer Bohrung von 72 mm, ein sogenannter Langhuber, allerdings mit zwei Vergasern.
Das Fahrwerk der ersten RS bestand aus einem Kastenrahmen mit Querverstrebungen, Einzelradaufhängung an Doppelquerlenkern vorn und einer De-Dion-Achse hinten.

### Motoren

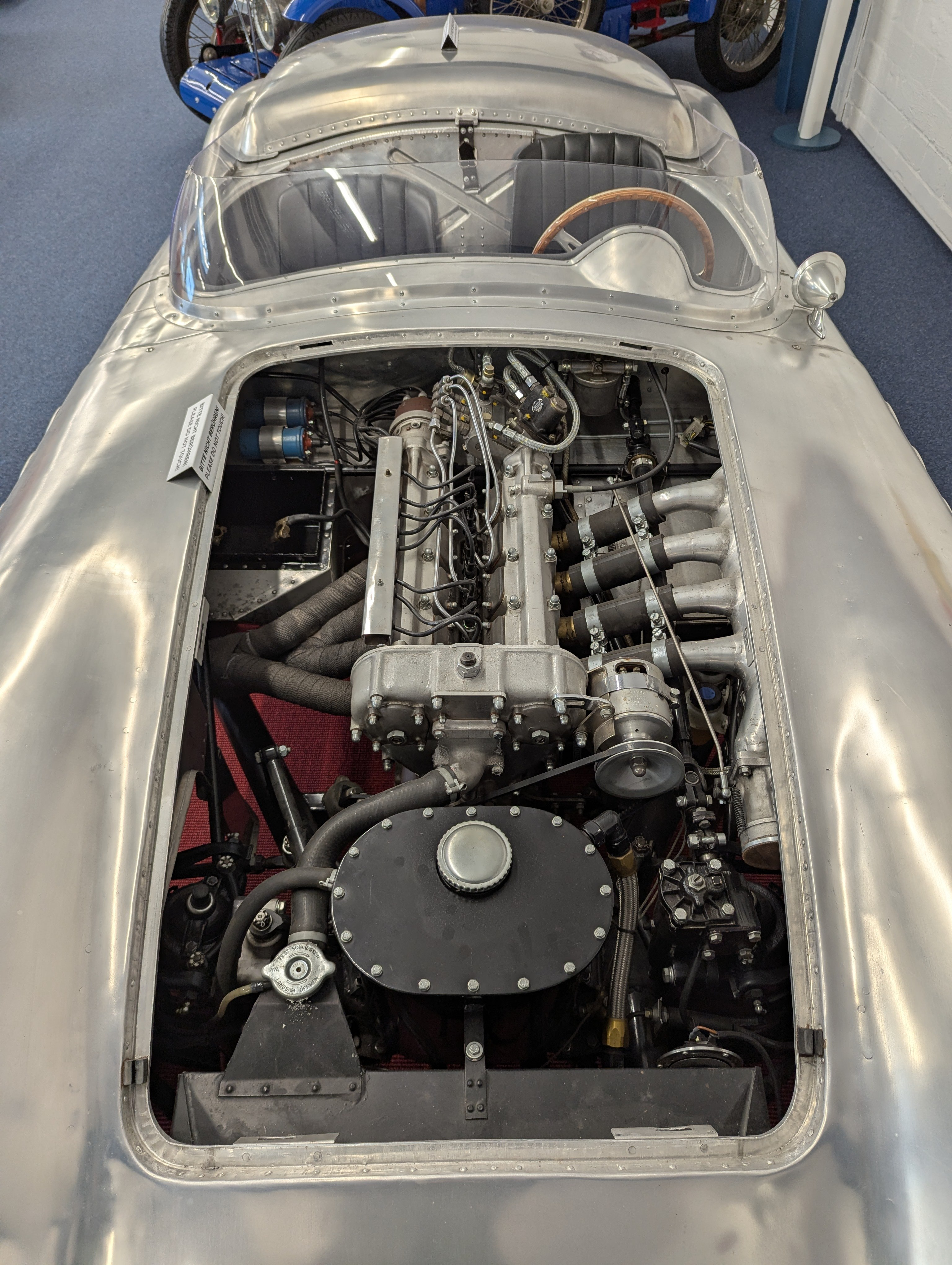
RS-Motor

Der Motor des RS mit angeflanschtem Getriebe war hinter der Vorderachse, der Wasserkühler vor der Vorderachse eingebaut. Mit einem Hubraum von 1498 cm³ leistete er nach den ursprünglichen 80 bzw. 90 PS ab 1954 mit Direkteinspritzung 113 bis 115 PS bei 6000/min und einem Verdichtungsverhältnis von 9,8 : 1.
Der ab 1956 eingesetzte Rennmotor mit einem Gehäuse aus Siluminguss (Aluminiumlegierung) unterschied sich grundlegend von den vom Serienaggregat abgeleiteten Versionen. Wesentliche Neuerungen waren das geänderte Bohrung-Hub-Verhältnis, die Ventilsteuerung mit zwei obenliegenden Nockenwellen, Doppelzündung und Trockensumpfschmierung. Der Hub betrug 74 Millimeter, die Bohrung 80 Millimeter; Hubraum 1488 cm³. Die Zylinder mit „nassen“ Zylinderlaufbuchsen hatten dachförmige Brennräume mit jeweils zwei Zündkerzen, dazwischen die Einspritzdüse und in den Schrägen des Dachs jeweils zwei der vier Ventile. Gesteuert wurden die Ventile direkt über die von zwei Duplexketten angetriebenen Nockenwellen, an denen sich die Steuerzeiten stufenlos verstellen ließen. Der Motor leistete 134 PS bei 7300/min und hatte eine Verdichtung von 10,5 : 1.
In Verbindung mit diesem DOHC-Motor hatte der Borgward RS ein in den Gängen zwei bis fünf synchronisiertes Fünfganggetriebe mit Mittelschalthebel. Von dort wurde das Drehmoment über eine Kardanwelle zum Differenzial (ab 1957 ein Sperrdifferenzial) an die Hinterachse übertragen.

### Fahrwerk
Der Kastenrahmen der ersten Generationen des RS und die De-Dion-Achse machten den Wagen im Vergleich zu anderen Rennsportwagen seiner Zeit verhältnismäßig schwer. Mit etwa 900 kg war die Ausführung von 1953 zwar schon leichter als die erste Version, wog aber rund 350 kg mehr als ein Porsche 550. Um das Gewicht zu verringern, wurden an einem der ersten Wagen die Rahmenrohre durchbohrt (angeblich 2000 Bohrlöcher), was jedoch nur eine Ersparnis von 3,5 Kilogramm brachte, andererseits aber die ohnehin als nicht befriedigend geltende Verdreh- und Biegesteifigkeit des Rahmens verschlechterte. Ab 1957 wurde dem Fahrgestell ein Gitterrohrrahmen aufgesetzt.
Die doppelten Querlenker waren wahrscheinlich Serienteile aus dem Borgward Hansa 1500, jedoch mit schrägstehenden Schraubenfedern und integrierten Teleskopstoßdämpfern statt der serienmäßigen Querblattfeder. Ab der vierten Generation, Baujahr 1955/56, hatte der RS die modifizierte Vorderachse der Borgward Isabella mit hydraulischem Lenkungsdämpfer. Die Lenkhebel und Spurstangen wurden anders als in der Serie hinter dem Achsträger eingebaut, der Stabilisator aber unverändert übernommen. An die Stelle der Gemmer-Lenkung trat eine Rosslenkung.
Mit der neuen Vorderachse der vierten Generation ging eine Verkürzung des Radstandes von 2250 auf 2200 Millimeter einher, von der sich die Fahrer höhere Geschwindigkeiten in den Kurven erhofften.
Die De-Dion-Hinterachse mit konstant 2 Grad negativem Radsturz blieb während der gesamten Bauzeit im Prinzip unverändert. Das an Schraubenfedern aufgehängte Tragrohr hinter dem Differenzial wurde an je einer seitlichen Pendelstrebe und einer V-förmigen mittig am Rahmen angelenkten Strebe geführt. Die Teleskopstoßdämpfer waren separat neben den Federn angebracht.
Die hydraulisch betätigte Bremsanlage war wahrscheinlich wie auch andere Serienteile aus dem Hansa 1500/1800 übernommen. Angaben über die Größe der Bremstrommeln und der Räder existieren nicht, sodass die serienmäßigen Abmessungen anzunehmen sind. Ab der zweiten Generation 1953 hatte die Anlage zwei Bremskreise, von denen je einer auf die Vorder- und auf die Hinterachse wirkte. Die Handbremse wirkte mit Seilzügen auf die Hinterräder und wurde anfangs mit einem Hebel rechts neben dem in den Fußraum hineinreichenden Getriebe angezogen. Später war es eine Stockhandbremse links vom Fahrer unter dem Armaturenbrett.

### Karosserie
Die Karosserie der ersten Borgward RS ähnelte dem INKA-Rekordwagen mit großem Borgward-Rhombus an der Front. Sie hatten nach den bereits überholten Vorstellungen vom „Stromlinienwagen“ ein langes Heck statt der aerodynamisch günstigeren Abrisskante. Eine riesige Lufthutze mitten auf der Motorhaube sollte durch Staudruck den Vergasern mehr Luft zuführen und erhöhte den Luftwiderstand. Bereits 1953 erschien die Kurzheckversion mit nur noch einer flachen Wölbung statt der Hutze. Ab der dritten Generation 1954 entfiel auch die Wölbung. An beiden Seiten erhielt die Karosserie drei Luftlöcher und rechts zwischen vorderem Radausschnitt und Tür ragten vier Auspuffrohre ins Freie. In den folgenden beiden Jahren waren es nur noch zwei Rohre. Zur Saison 1957 erhielt der Wagen statt einer kleinen Einzelscheibe eine über die gesamte Cockpitbreite reichende Windschutzscheibe.
Die Öffnung für den Auspuff im rechten Seitenteil blieb bei zwei Wagen der letzten Generation erhalten, obwohl nur noch ein Rohr kurz vor dem Hinterrad ins Freie geleitet wurde. Der dritte Wagen der Saison 1958 hatte eine auf einen Gitterrohrrahmen aufgesetzte Karosserie aus Elektron statt Aluminium und wog damit 595 Kilogramm. Die Seiten waren glatt und die Front flach abfallend nach vorn gezogen. Des Weiteren verbesserten eine Rundumverglasung des Cockpits, strömungsgünstig verkleidete Scheinwerfer, eine schmale Kühlluftöffnung und ein Kamm-Heck als festes Bestandteil die aerodynamischen Eigenschaften des Wagens.